# Maya Yoshida
Maya Yoshida (Nagasaki, 24 de agosto de 1988) é um futebolista japonês que atua como zagueiro. Atualmente está no Los Angeles Galaxy.

## Carreira

### Nagoya Grampus
Nascido em Nagasaki, começou jogando nas categorias de base do Nagoya Grampus como volante, mas foi se convertendo em zagueiro quando se profissionalizou em 2007, devido a boa estatura. Em 2008 começou a atuar regularmente no time principal ao lado do defensor sérvio Miloš Bajalica, e ganhando a titularidade a partir de então. No clube fez 71 partidas e cinco gols.

### VVV-Venlo
Após duas temporadas em Nagoya, foi vendido ao VVV-Venlo da Holanda, como um zagueiro promissor e também com um sonho de Yoshida de atuar na Europa. No clube jogando na elite do campeonato holandês, fez partidas sólidas, e inclusive marcando um gol de bicicleta  contra o PSV Eindhoven, em 2011, este gol foi eleito gol da temporada da Eredivisie 2011-2012. 
As boas atuações no Venlo, o levaram a uma transferência ao Southampton F.C., da Premier League.

## Seleção
Yoshida fez parte do elenco da Seleção Japonesa de Futebol, nas Olimpíadas de 2008, 2012 e 2020. 

## Títulos
Los Angeles Galaxy
- MLS Cup: 2024

Seleção Japonesa
- Copa da Ásia: 2011